# 2011年のセントラル・リーグクライマックスシリーズ
2011年のセントラル・リーグクライマックスシリーズは、2011年10月から11月に開催された、日本プロ野球セントラル・リーグのクライマックスシリーズである。

## 概要
クライマックスシリーズは、日本選手権シリーズの出場権を懸けたプレーオフトーナメントである。
東日本大震災の影響によりレギュラーシーズン開幕が遅れたため、当初の予定日より開催日時が変更されている。この年で初めてファーストステージ開催がヤクルトの本拠地の神宮球場開催となった。
なお、同年のレギュラーシーズンで実施した節電のための「3時間半打ち切りルール」は採用しなかった。

### ファーストステージ
2011年度レギュラーシーズン第2位の東京ヤクルトスワローズと第3位の読売ジャイアンツが3戦2勝先取制で争い、勝者がファイナルステージに進出する。
ファーストステージ限定でモブキャスト（モバプロ）が冠スポンサーとなり、「モバプロプレゼンツ クライマックスシリーズ ファーストステージ・セ」として開催する。
会期：10月29日から10月31日（予備日：11月1日 - 1日までにすべての試合が消化できない場合は打ち切り）
球場：明治神宮野球場

### ファイナルステージ
2011年度レギュラーシーズン第1位の中日ドラゴンズ（1勝分のアドバンテージが与えられる）とファーストステージ勝者の東京ヤクルトスワローズが6戦4勝先取制で争い、勝者が日本選手権シリーズへの出場権を得る。過去4回のクライマックスシリーズファイナル（セカンド）ステージは巨人対中日（2009年まで3年連続で巨人主管、2010年は中日主管）の組み合わせが続いたが、巨人がファーストステージで敗退し、初めて巨人が出場しないこととなった。前年度に続いて全試合先制したチームの勝利となった。
会期：11月2日から11月7日（9日までにすべての試合が消化できない場合は打ち切り）
球場：ナゴヤドーム

### トーナメント表
|  | 1stステージ（準決勝） | 1stステージ（準決勝） |                           |        | ファイナルステージ（決勝） | ファイナルステージ（決勝） |
|  |                       |                       |                           |        |                            |                            |
|  |                       |                       |                           |        |                            |                            |
|  |                       |                       |                           |        |                            |                            |
|  |                       |                       |                           |        |                            |                            |
|  |                       |                       | （6戦4勝制） ナゴヤドーム |        |                            |                            |
|  |                       |                       |                           |        |                            |                            |
|  | 中日                  | ☆○●●○○                |                           |        |                            |                            |
|  | 中日                  | ☆○●●○○                | （3戦2勝制） 神宮球場     |        |                            |                            |
|  |                       |                       | ヤクルト                  | ★●○○●● |                            |                            |
|  | ヤクルト              | ○●○                   | ヤクルト                  | ★●○○●● |                            |                            |
|  | ヤクルト              | ○●○                   |                           |        |                            |                            |
|  | 巨人                  | ●○●                   |                           |        |                            |                            |
|  | 巨人                  | ●○●                   |                           |        |                            |                            |
|  |                       |                       |                           |        |                            |                            |
|  |                       |                       |                           |        |                            |                            |
|  |                       |                       |                           |        |                            |                            |
|  |                       |                       |                           |        |                            |                            |

☆・★=ファイナルステージのアドバンテージによる1勝・1敗分

## 日程

### ファーストステージ
| 日付                         | 試合  | ビジター球団（先攻） | スコア | ホーム球団（後攻）     | 開催球場 |
| 10月29日（土）               | 第1戦 | 読売ジャイアンツ     | 2 - 3  | 東京ヤクルトスワローズ | 神宮球場 |
| 10月30日（日）               | 第2戦 | 読売ジャイアンツ     | 6 - 2  | 東京ヤクルトスワローズ | 神宮球場 |
| 10月31日（月）               | 第3戦 | 読売ジャイアンツ     | 1 - 3  | 東京ヤクルトスワローズ | 神宮球場 |
| 勝者：東京ヤクルトスワローズ |       |                      |        |                        |          |

### ファイナルステージ
| 日付                 | 試合           | ビジター球団（先攻）   | スコア | ホーム球団（後攻） | 開催球場     |
| アドバンテージ       | アドバンテージ | 東京ヤクルトスワローズ |        | 中日ドラゴンズ     |              |
| 11月2日（水）        | 第1戦          | 東京ヤクルトスワローズ | 1 - 2  | 中日ドラゴンズ     | ナゴヤドーム |
| 11月3日（木）        | 第2戦          | 東京ヤクルトスワローズ | 3 - 1  | 中日ドラゴンズ     | ナゴヤドーム |
| 11月4日（金）        | 第3戦          | 東京ヤクルトスワローズ | 2 - 1  | 中日ドラゴンズ     | ナゴヤドーム |
| 11月5日（土）        | 第4戦          | 東京ヤクルトスワローズ | 1 - 5  | 中日ドラゴンズ     | ナゴヤドーム |
| 11月6日（日）        | 第5戦          | 東京ヤクルトスワローズ | 1 - 2  | 中日ドラゴンズ     | ナゴヤドーム |
| 勝者：中日ドラゴンズ |                |                        |        |                    |              |

## 試合結果

### ファーストステージ

#### 第1戦（10月29日）
○ヤクルト 3－2 巨人●（明治神宮野球場）
|          | 1 | 2 | 3 | 4 | 5 | 6 | 7 | 8 | 9 | R | H | E |
| -------- | - | - | - | - | - | - | - | - | - | - | - | - |
| 巨人     | 0 | 0 | 0 | 1 | 0 | 0 | 0 | 0 | 1 | 2 | 8 | 1 |
| ヤクルト | 0 | 0 | 0 | 0 | 1 | 2 | 0 | 0 | X | 3 | 8 | 0 |

1. 巨：澤村（5回）- ●高木（0回1/3）- 西村（1回2/3）- 東野（1回）
2. ヤ：館山（5回）- ○村中（3回2/3）- S林昌勇（0回1/3）
3. 勝利：村中（1勝）
4. セーブ：林昌勇（1S）
5. 敗戦：高木（1敗）
6. 本塁打
巨：大村1号（9回1点・村中）
7. 審判
［球審］吉本
［塁審］渡田、土山、柳田
［外審］杉本、栄村
8. 開始：18時31分　観衆：32,339人　時間：3時間28分

オーダー
| 巨人 | 巨人 | 巨人     |
| 打順 | 守備 | 選手     |
| ---- | ---- | -------- |
| 1    | [遊] | 坂本     |
| 2    | [二] | 寺内     |
| 3    | [中] | 長野     |
| 4    | [捕] | 阿部     |
| 5    | [左] | ラミレス |
| 6    | [一] | 小笠原   |
| 7    | [右] | 高橋由   |
| 8    | [三] | 古城     |
|      | 打   | 谷       |
| 9    | [投] | 澤村     |
|      | 打   | 矢野     |
|      | 投   | 高木     |
|      | 投   | 西村     |
|      | 投   | 東野     |
|      | 打   | 大村     |

| ヤクルト | ヤクルト | ヤクルト     |
| 打順     | 守備     | 選手         |
| -------- | -------- | ------------ |
| 1        | [左]     | 上田         |
| 2        | [二]     | 田中浩       |
| 3        | [中]     | 青木         |
| 4        | [一]     | 畠山         |
|          | 一       | 武内         |
| 5        | [三]     | 宮本         |
| 6        | [右]     | バレンティン |
| 7        | [遊]     | 森岡         |
| 8        | [捕]     | 相川         |
| 9        | [投]     | 館山         |
|          | 打       | 藤本         |
|          | 投       | 村中         |
|          | 投       | 林昌勇       |

巨人が4回表一死一・三塁から高橋由の適時打で先制するが、ヤクルトは5回裏二死一・二塁から代打・藤本の適時打で同点に追いつくと、6回裏には一死満塁から宮本の犠飛、続くバレンティンの適時打で勝ち越しに成功。6回からは2番手で登板した先発要員の村中が好投、最後は守護神・林昌勇が締めてファイナルステージ進出に王手をかけた。巨人はファイナルステージを見越して先発・澤村を5回で降板させたが、その直後に守備のミスから失点。最終回に大村の本塁打で1点差まで追い上げたが、反撃もここまでだった。

#### 第2戦（10月30日）
●ヤクルト 2－6 巨人○（明治神宮野球場）
|          | 1 | 2 | 3 | 4 | 5 | 6 | 7 | 8 | 9 | R | H | E |
| -------- | - | - | - | - | - | - | - | - | - | - | - | - |
| 巨人     | 0 | 0 | 0 | 1 | 1 | 0 | 0 | 0 | 4 | 6 | 9 | 0 |
| ヤクルト | 0 | 0 | 0 | 0 | 1 | 0 | 0 | 0 | 1 | 2 | 7 | 0 |

1. 巨：○内海（6回）- H東野（0回2/3）- H山口（1回）- H久保（0回2/3）- 西村（0回2/3）
2. ヤ：●石川（4回2/3）- 押本（0回1/3）- 増渕（2回）- 松岡（1回）- 林昌勇（0回2/3）- 松井光（0回1/3）
3. 勝利：内海（1勝）
4. 敗戦：石川（1敗）
5. 本塁打
巨：阿部1号（4回1点・石川）
6. 審判
［球審］柳田
［塁審］土山、杉本、栄村
［外審］吉本、渡田
7. 開始：18時30分　観衆：32,148人　時間：3時間24分

オーダー
| 巨人 | 巨人 | 巨人     |
| 打順 | 守備 | 選手     |
| ---- | ---- | -------- |
| 1    | [遊] | 坂本     |
| 2    | [二] | 寺内     |
| 3    | [中] | 長野     |
|      | 投   | 久保     |
|      | 投   | 西村     |
| 4    | [捕] | 阿部     |
| 5    | [左] | ラミレス |
|      | 左   | 橋本     |
| 6    | [一] | 小笠原   |
| 7    | [右] | 谷       |
|      | 投   | 東野     |
|      | 投   | 山口     |
|      | 中   | 鈴木尚   |
| 8    | [三] | 古城     |
| 9    | [投] | 内海     |
|      | 右   | 亀井     |
|      | 打   | 高橋由   |
|      | 走右 | 矢野     |

| ヤクルト | ヤクルト | ヤクルト     |
| 打順     | 守備     | 選手         |
| -------- | -------- | ------------ |
| 1        | [左]右   | 上田         |
| 2        | [二]     | 田中浩       |
| 3        | [中]     | 青木         |
| 4        | [一]     | 畠山         |
| 5        | [三]     | 宮本         |
| 6        | [右]     | バレンティン |
|          | 走左     | 三輪         |
|          | 打       | 福地         |
| 7        | [遊]     | 森岡         |
| 8        | [捕]     | 相川         |
| 9        | [投]     | 石川         |
|          | 投       | 押本         |
|          | 打       | 川本         |
|          | 投       | 増渕         |
|          | 打       | 藤本         |
|          | 打       | 野口         |
|          | 投       | 松岡         |
|          | 投       | 林昌勇       |
|          | 投       | 松井光       |
|          | 打       | ホワイトセル |

巨人が4回表に阿部のソロ本塁打で先制すると、続く5回表には一死一・三塁から内海がスクイズバントを成功させて追加点を奪った。ヤクルトは5回裏二死三塁から代打・川本の適時打で1点差として試合は終盤に入るが、巨人は9回表、高橋由の満塁走者一掃の適時二塁打と寺内の適時打で4点を奪い、ここで試合の行方は決まった。巨人先発の内海は6回を投げて被安打3・1失点の好投。一方、ヤクルトは5番手で登板した守護神・林昌勇の乱調が誤算。対戦成績は1勝1敗のイーブンとなり、ファイナルステージへの切符は第3戦に持ち越されることとなった。

#### 第3戦（10月31日）
○ヤクルト 3－1 巨人●（明治神宮野球場）
|          | 1 | 2 | 3 | 4 | 5 | 6 | 7 | 8 | 9 | R | H | E |
| -------- | - | - | - | - | - | - | - | - | - | - | - | - |
| 巨人     | 0 | 0 | 0 | 0 | 0 | 0 | 0 | 0 | 1 | 1 | 6 | 2 |
| ヤクルト | 0 | 0 | 1 | 0 | 0 | 0 | 1 | 1 | X | 3 | 7 | 0 |

1. 巨：●ゴンザレス（6回2/3）- 山口（1回）- 越智（0回1/3）
2. ヤ：○赤川（6回2/3）- H押本（0回1/3）- S村中（2回）
3. 勝利：赤川（1勝）
4. セーブ：村中（1勝1S）
5. 敗戦：ゴンザレス（1敗）
6. 本塁打
巨：小笠原1号（9回1点・村中）
ヤ：相川1号（3回1点・ゴンザレス）
7. 審判
［球審］栄村
［塁審］杉本、吉本、渡田
［外審］柳田、土山
8. 開始：18時30分　観衆：31,687人　時間：2時間51分

オーダー
| 巨人 | 巨人   | 巨人       |
| 打順 | 守備   | 選手       |
| ---- | ------ | ---------- |
| 1    | [遊]   | 坂本       |
| 2    | [二]   | 寺内       |
|      | 打     | 矢野       |
|      | 三     | 脇谷       |
| 3    | [中]   | 長野       |
| 4    | [捕]   | 阿部       |
| 5    | [左]   | ラミレス   |
| 6    | [一]   | 小笠原     |
| 7    | [右]   | 谷         |
| 8    | [三]二 | 古城       |
|      | 打     | 高橋由     |
| 9    | [投]   | ゴンザレス |
|      | 投     | 山口       |
|      | 投     | 越智       |

| ヤクルト | ヤクルト | ヤクルト     |
| 打順     | 守備     | 選手         |
| -------- | -------- | ------------ |
| 1        | [中]     | 青木         |
| 2        | [二]     | 田中浩       |
| 3        | [一]     | ホワイトセル |
|          | 左       | 福地         |
| 4        | [左]一   | 畠山         |
| 5        | [三]     | 宮本         |
| 6        | [右]     | バレンティン |
|          | 走       | 上田         |
|          | 投       | 村中         |
| 7        | [遊]     | 森岡         |
| 8        | [捕]     | 相川         |
| 9        | [投]     | 赤川         |
|          | 投       | 押本         |
|          | 右       | 飯原         |

ヤクルトが3回裏に相川のソロ本塁打で先制し、7回裏二死二塁から森岡の適時打、続く8回裏にも二死二塁から福地の適時打で追加点を挙げ、3投手の継投で逃げ切った。ヤクルト先発の赤川は6回2/3を被安打5・無失点の好投。巨人は第1戦同様に失策絡みで終盤に失点。最終回に小笠原のソロ本塁打で1点を返したものの、反撃が遅すぎた。ヤクルトは初のファイナルステージ進出。巨人は初のファーストステージ敗退となった。

### ファイナルステージ

#### 第1戦（11月2日）
○中日 2－1 ヤクルト●（ナゴヤドーム）
|          | 1 | 2 | 3 | 4 | 5 | 6 | 7 | 8 | 9 | R | H | E |
| -------- | - | - | - | - | - | - | - | - | - | - | - | - |
| ヤクルト | 0 | 0 | 0 | 0 | 0 | 0 | 0 | 1 | 0 | 1 | 6 | 0 |
| 中日     | 1 | 0 | 1 | 0 | 0 | 0 | 0 | 0 | X | 2 | 7 | 0 |

1. ヤ：●増渕（2回1/3）- バーネット（1回2/3）- 松井光（1回）- 押本（1回）- 松岡（1回）- 林昌勇（1回）
2. 中：○吉見（7回1/3）- H浅尾（1回1/3）- S岩瀬（0回1/3）
3. 勝利：吉見（1勝）
4. セーブ：岩瀬（1S）
5. 敗戦：増渕（1敗）
6. 審判
［球審］森
［塁審］津川、名幸、敷田
［外審］杉永、深谷
7. 開始：18時00分　観衆：34,689人　時間：3時間05分

オーダー
| ヤクルト | ヤクルト | ヤクルト     |
| 打順     | 守備     | 選手         |
| -------- | -------- | ------------ |
| 1        | [中]     | 青木         |
| 2        | [二]     | 田中浩       |
|          | 打二     | 藤本         |
| 3        | [左]     | 福地         |
| 4        | [一]     | 畠山         |
|          | 投       | 林昌勇       |
| 6        | [三]     | 宮本         |
| 6        | [右]     | バレンティン |
|          | 走       | 上田         |
| 7        | [遊]     | 森岡         |
| 8        | [捕]     | 相川         |
|          | 走       | 川本         |
| 9        | [投]     | 増渕         |
|          | 投       | バーネット   |
|          | 打       | 武内         |
|          | 投       | 松井光       |
|          | 投       | 押本         |
|          | 投       | 松岡         |
|          | 打一     | ホワイトセル |

| 中日 | 中日 | 中日     |
| 打順 | 守備 | 選手     |
| ---- | ---- | -------- |
| 1    | [遊] | 荒木     |
| 2    | [二] | 井端     |
| 3    | [三] | 森野     |
| 4    | [一] | ブランコ |
| 5    | [捕] | 谷繁     |
| 6    | [左] | 和田     |
| 7    | [右] | 平田     |
| 8    | [中] | 大島     |
| 9    | [投] | 吉見     |
|      | 投   | 浅尾     |
|      | 投   | 岩瀬     |

史上初の11月開催となったファイナルステージは、中日が吉見、ヤクルトが増渕の先発。
中日が初回1死2塁から森野の適時二塁打で先制し、3回裏にも1死2塁から森野が2打席連続の適時打で追加点を挙げた。中日先発の吉見は7回1/3を投げて被安打5・1失点。走者を得点圏に置いても、持ち前の粘り強い投球でまとめ、その後は浅尾・岩瀬の強力救援投手陣をマウンドに送り、1点差で逃げ切った。先発投手の台所事情が苦しいヤクルトは、ファーストステージ第2戦で救援登板し、2回を投げていた増渕を中2日で先発に起用したが、序盤の失点で早いイニングからの継投策を余儀なくされた。また打線は好機を作りながらもあと一本が出ず、8回表1死1・3塁から福地の内野ゴロの1点のみに終わった。中日はアドバンテージの1勝を含めて対戦成績を2勝0敗とした。

#### 第2戦（11月3日）
●中日 1－3 ヤクルト○（ナゴヤドーム）
|          | 1 | 2 | 3 | 4 | 5 | 6 | 7 | 8 | 9 | R | H | E |
| -------- | - | - | - | - | - | - | - | - | - | - | - | - |
| ヤクルト | 0 | 0 | 0 | 0 | 0 | 0 | 0 | 1 | 2 | 3 | 7 | 0 |
| 中日     | 0 | 0 | 0 | 0 | 0 | 0 | 0 | 0 | 1 | 1 | 2 | 0 |

1. ヤ：○石川（7回）‐ S館山（2回）
2. 中：●チェン（8回）‐ 髙橋（0回1/3）‐ 河原（0回2/3）
3. 勝利：石川（1勝）
4. セーブ：館山（1S）
5. 敗戦：チェン（1敗）
6. 本塁打
ヤ：飯原1号（8回1点・チェン）
中：森野1号（9回1点・館山）
7. 審判
［球審］敷田
［塁審］名幸、杉永、深谷
［外審］森、津川
8. 開始：18時01分　観衆：38,414人　時間：2時間53分

オーダー
| ヤクルト | ヤクルト | ヤクルト     |
| 打順     | 守備     | 選手         |
| -------- | -------- | ------------ |
| 1        | [遊]     | 山田         |
|          | 投       | 館山         |
| 2        | [左]右   | 上田         |
| 3        | [三]     | 宮本         |
| 4        | [中]     | 青木         |
| 5        | [右]     | バレンティン |
|          | 打       | 藤本         |
|          | 走左     | 福地         |
| 6        | [一]     | ホワイトセル |
|          | 打一     | 畠山         |
| 7        | [捕]     | 相川         |
| 8        | [二]     | 田中浩       |
| 9        | [投]     | 石川         |
|          | 打       | 飯原         |
|          | 遊       | 森岡         |

| 中日 | 中日 | 中日     |
| 打順 | 守備 | 選手     |
| ---- | ---- | -------- |
| 1    | [遊] | 荒木     |
| 2    | [二] | 井端     |
| 3    | [三] | 森野     |
| 4    | [一] | ブランコ |
| 5    | [捕] | 谷繁     |
| 6    | [左] | 和田     |
| 7    | [右] | 平田     |
|      | 打右 | 藤井     |
| 8    | [中] | 大島     |
| 9    | [投] | チェン   |
|      | 打   | 小池     |
|      | 投   | 髙橋     |
|      | 投   | 河原     |

ヤクルトは不調の畠山をスタメンから外し、4番に青木、1番には一軍公式戦出場のないルーキー・山田を抜擢するという、大胆なオーダー変更で臨んだ。試合はチェン・石川の両先発投手が共に譲らず、両軍ともに好機が作れないまま進むが、ヤクルトは8回表に代打・飯原のソロ本塁打で均衡を破ると、9回表には二死二・三塁から途中出場の畠山が2点適時打を放って中日を突き放した。ヤクルトは中3日登板の先発・石川が7回を被安打1・無失点の好投。2番手には第3戦の先発が予想された館山を送り込む継投で勝利をものにした。中日は最終回、森野のソロ本塁打で1点を返したが、打線はヤクルト左右の両輪の前にわずか2安打と沈黙。先発・チェンは好投しながらも1球の失投に泣き、救援投手陣も踏ん張りきれなかった。

#### 第3戦（11月4日）
●中日 1－2 ヤクルト○（ナゴヤドーム）
|          | 1 | 2 | 3 | 4 | 5 | 6 | 7 | 8 | 9 | R | H | E |
| -------- | - | - | - | - | - | - | - | - | - | - | - | - |
| ヤクルト | 0 | 1 | 0 | 0 | 1 | 0 | 0 | 0 | 0 | 2 | 7 | 0 |
| 中日     | 0 | 0 | 0 | 1 | 0 | 0 | 0 | 0 | 0 | 1 | 5 | 0 |

1. ヤ：村中（3回1/3）- ○バーネット（2回1/3）- 渡辺（0回0/3）- H押本（1回1/3）- H松岡（1回）- S林昌勇（1回）
2. 中：●山井（4回1/3）- 鈴木（1回2/3）- 平井（1回）- 浅尾（1回）- 岩瀬（1回）
3. 勝利：バーネット（1勝）
4. セーブ：林昌勇（1S）
5. 敗戦：山井（1敗）
6. 審判
［球審］深谷
［塁審］杉永、森、津川
［外審］敷田、名幸
7. 開始：18時00分　観衆：37,599人　時間：3時間50分

オーダー
| ヤクルト | ヤクルト | ヤクルト     |
| 打順     | 守備     | 選手         |
| -------- | -------- | ------------ |
| 1        | [遊]     | 山田         |
| 2        | [左]     | 上田         |
| 3        | [中]     | 青木         |
| 4        | [一]     | 畠山         |
| 5        | [右]     | バレンティン |
| 6        | [三]     | 宮本         |
| 7        | [捕]     | 相川         |
| 8        | [二]     | 森岡         |
|          | 投       | 押本         |
|          | 投       | 松岡         |
|          | 打       | 飯原         |
|          | 投       | 林昌勇       |
| 9        | [投]     | 村中         |
|          | 投       | バーネット   |
|          | 投       | 渡辺         |
|          | 二       | 田中浩       |

| 中日 | 中日 | 中日     |
| 打順 | 守備 | 選手     |
| ---- | ---- | -------- |
| 1    | [遊] | 荒木     |
| 2    | [二] | 井端     |
| 3    | [三] | 森野     |
|      | 走   | 英智     |
| 4    | [一] | ブランコ |
| 5    | [捕] | 谷繁     |
| 6    | [左] | 和田     |
| 7    | [右] | 平田     |
|      | 投   | 平井     |
|      | 投   | 浅尾     |
|      | 打   | 佐伯     |
|      | 投   | 岩瀬     |
| 8    | [中] | 大島     |
| 9    | [投] | 山井     |
|      | 投   | 鈴木     |
|      | 打右 | 藤井     |

ヤクルトが2回表二死一・二塁から森岡の適時打で先制。中日は4回裏一死満塁から大島の適時打で追い付くが、ヤクルトは5回表一死二塁から青木の適時打で再度の勝ち越しに成功。この1点を守り切って対戦成績を2勝2敗のイーブンに戻した。ヤクルトはファーストステージで中継ぎに回っていた村中を先発に起用したが、制球に苦しみ3回1/3で降板。早いイニングからの継投となったが、バーネット以降の救援投手陣が要所を締めて、中日に得点を与えなかった。中日は打線がヤクルト投手陣の前に5安打に抑えられた一方で8四球を選び、再三得点圏に走者を進めたものの決定打が出ず、終わってみれば12残塁の拙攻。先発・山井も同点に追い付いた直後に失点するなど、踏ん張りきれなかった。

#### 第4戦（11月5日）
○中日 5－1 ヤクルト●（ナゴヤドーム）
|          | 1 | 2 | 3 | 4 | 5 | 6 | 7 | 8 | 9 | R | H | E |
| -------- | - | - | - | - | - | - | - | - | - | - | - | - |
| ヤクルト | 0 | 0 | 1 | 0 | 0 | 0 | 0 | 0 | 0 | 1 | 5 | 2 |
| 中日     | 4 | 0 | 0 | 0 | 1 | 0 | 0 | 0 | X | 5 | 8 | 1 |

1. ヤ：●赤川（4回）- 山本哲（2回）- 松岡（1回）- 松井光（1回）
2. 中：○川井（5回）- 髙橋（1回）- 鈴木（1回）- 浅尾（1回）- 岩瀬（1回）
3. 勝利：川井（1勝）
4. 敗戦：赤川（1敗）
5. 本塁打
中：ブランコ1号（5回1点・山本哲）
6. 審判
［球審］津川
［塁審］森、敷田、名幸
［外審］深谷、杉永
7. 開始：18時00分　観衆：38,342人　時間：3時間08分

オーダー
| ヤクルト | ヤクルト | ヤクルト     |
| 打順     | 守備     | 選手         |
| -------- | -------- | ------------ |
| 1        | [遊]     | 山田         |
| 2        | [左]     | 上田         |
|          | 打左     | 飯原         |
|          | 打       | 藤本         |
|          | 左       | 三輪         |
| 3        | [中]     | 青木         |
| 4        | [一]     | 畠山         |
| 5        | [右]     | バレンティン |
| 6        | [三]     | 宮本         |
| 7        | [捕]     | 相川         |
| 8        | [二]     | 森岡         |
|          | 投       | 松岡         |
|          | 投       | 松井光       |
| 9        | [投]     | 赤川         |
|          | 打       | 川本         |
|          | 投       | 山本哲       |
|          | 二       | 田中浩       |

| 中日 | 中日   | 中日     |
| 打順 | 守備   | 選手     |
| ---- | ------ | -------- |
| 1    | [遊]   | 荒木     |
| 2    | [二]   | 井端     |
| 3    | [三]一 | 森野     |
| 4    | [一]   | ブランコ |
|      | 左     | 英智     |
| 5    | [左]   | 和田     |
|      | 三     | 堂上直   |
| 6    | [捕]   | 谷繁     |
| 7    | [右]   | 平田     |
| 8    | [中]   | 大島     |
| 9    | [投]   | 川井     |
|      | 打     | 堂上剛   |
|      | 投     | 髙橋     |
|      | 投     | 鈴木     |
|      | 投     | 浅尾     |
|      | 打     | 佐伯     |
|      | 投     | 岩瀬     |

中日が初回一死一・三塁からブランコの適時打、さらに二死満塁から平田の走者一掃適時二塁打で4点を奪って試合の主導権を握り、5回裏にはブランコのソロ本塁打でヤクルトを突き放した。中日先発の川井は持ち前の制球力と緩急を生かした投球で内野ゴロの山を築き、5回を被安打2・1失点にまとめると、6回からは質量ともに豊富な救援投手陣の継投でヤクルト打線を封じた。ヤクルトは3回表二死二塁から山田の適時打で1点を返したが、反撃はこの1点のみ。好機は作ったものの、追加点は最後まで奪えなかった。また先発・赤川は立ち上がりから制球に苦しみ、バックの失策も重なって、初回に致命的とも言える失点を喫した。中日は対戦成績を3勝2敗として日本シリーズ出場に王手をかけ、ヤクルトは後がなくなった。

#### 第5戦（11月6日）
○中日 2－1 ヤクルト●（ナゴヤドーム）
|          | 1 | 2 | 3 | 4 | 5 | 6 | 7 | 8 | 9 | R | H | E |
| -------- | - | - | - | - | - | - | - | - | - | - | - | - |
| ヤクルト | 0 | 0 | 0 | 0 | 0 | 0 | 0 | 0 | 1 | 1 | 5 | 0 |
| 中日     | 0 | 0 | 0 | 0 | 0 | 2 | 0 | 0 | X | 2 | 3 | 0 |

1. ヤ：●館山（5回1/3）- 押本（1回2/3）- 松岡（1回）
2. 中：○吉見（8回）- H岩瀬（0回2/3）- S浅尾（0回1/3）
3. 勝利：吉見（2勝）
4. セーブ：浅尾（1S）
5. 敗戦：館山（1敗1S）
6. 本塁打
中：井端1号（6回2点・館山）
7. 審判
［球審］名幸
［塁審］敷田、深谷、杉永
［外審］津川、森
8. 開始：18時00分　観衆：38,252人　時間：2時間51分

オーダー
| ヤクルト | ヤクルト | ヤクルト     |
| 打順     | 守備     | 選手         |
| -------- | -------- | ------------ |
| 1        | [左]     | 上田         |
|          | 打左     | 福地         |
|          | 打       | 飯原         |
| 2        | [二]     | 田中浩       |
| 3        | [中]     | 青木         |
| 4        | [一]     | 畠山         |
| 5        | [右]     | バレンティン |
| 6        | [三]     | 宮本         |
| 7        | [捕]     | 相川         |
| 8        | [遊]     | 森岡         |
| 9        | [投]     | 館山         |
|          | 投       | 押本         |
|          | 投       | 松岡         |
|          | 打       | 川本         |

| 中日 | 中日 | 中日     |
| 打順 | 守備 | 選手     |
| ---- | ---- | -------- |
| 1    | [遊] | 荒木     |
| 2    | [二] | 井端     |
| 3    | [三] | 森野     |
| 4    | [一] | ブランコ |
| 5    | [左] | 和田     |
|      | 左   | 英智     |
| 6    | [捕] | 谷繁     |
| 7    | [右] | 平田     |
| 8    | [中] | 大島     |
| 9    | [投] | 吉見     |
|      | 打   | 佐伯     |
|      | 走   | 小池     |
|      | 投   | 岩瀬     |
|      | 投   | 浅尾     |

吉見・館山の両先発投手が序盤から中盤にかけて共に譲らず、投手戦が展開されたが、中日が6回表一死一塁から井端の2点本塁打で均衡を破った。ヤクルトは最終回二死二塁から青木の適時打で1点を返したが、反撃もここまで。最後は浅尾が畠山を三邪飛に打ち取り、1点差で逃げ切り。中日が対戦成績4勝2敗で、2年連続10度目の日本シリーズ進出を決めた。中日先発の吉見は第1戦から中3日での先発となったが、8回を被安打3・無四球・無失点。得点圏に走者を置いたのも6回表のわずか一度と、ヤクルト打線を寄せ付けなかった。ヤクルト先発の館山は第2戦の救援登板から中2日での先発。疲れを感じさせない力投で、中盤までは中日打線を封じたが、最後は1球の失投で沈んだ。

## 表彰選手
- MVP：吉見一起（中日）

## テレビ・ラジオ放送

### テレビ放送

#### ファーストステージ放送日程
第1戦（10月29日）
- NHK BS1
  - 実況：石川洋、解説：今中慎二、リポート:塚本貴之（ヤクルトサイド）、渡辺憲司（巨人サイド）
  - 放送時間：18:20 - 21:49（21:49以降も試合が続く場合はBS-102chで放送）
- フジテレビONE
  - 実況：松元真一郎、解説：江本孟紀、金村義明
  - 放送時間：18:00 -（試合終了まで放送）

第2戦（10月30日）
- NHK BS1
  - 実況：福澤浩行、解説：大島康徳
  - 放送時間：18:20 - 21:49（21:49以降も試合が続く場合はBS-102chで放送）
- フジテレビONE
  - 実況：中村光宏、解説：達川光男、高木豊
  - 放送時間：18:00 -（試合終了まで放送）

第3戦（10月31日）
- NHK BS1
  - 実況：渡辺憲司、解説：武田一浩
  - 放送時間：18:25 - 21:49（21:49以降も試合が続く場合はBS-102chで放送）
- フジテレビONE
  - 実況：吉田伸男、解説：谷沢健一、平松政次
  - 放送時間：18:00 -（試合終了まで放送）

#### ファイナルステージ放送日程
NHK BS1では、パ・リーグのファイナルステージが同時刻に開催される11月3日・4日について、臨時放送用チャンネルを用いたマルチ編成を行い、3日は101チャンネル（ハイビジョン放送）でパ・リーグの第1戦、102チャンネル（16:9標準画質放送）でセ・リーグの第2戦を同時進行で放送。4日はチャンネルが入れ替わり、101チャンネルでセ・リーグの第3戦を、102チャンネルでパ・リーグの第2戦を同時進行で放送した。
第1戦（11月2日）
- 東海テレビ（THK）≪中京広域圏ローカル≫
  - 実況：小田島卓生、解説：鈴木孝政、ゲスト：山﨑武司（今年限りで東北楽天ゴールデンイーグルスを退団）、リポーター：斉藤誠征（中日サイド）、加藤晃（ヤクルトサイド）
  - 放送時間：19:00 - 20:54
- NHK BS1
  - 実況：広坂安伸、解説：小早川毅彦、リポーター：大蔵哲士（中日サイド）、渡辺憲司（ヤクルトサイド）
  - 放送時間：18:00 - 21:30（21:49以降も試合が続く場合はBS-102chで放送）
- スカチャン1・J SPORTS 3
  - 実況：島村俊治、解説：川崎憲次郎
  - 放送時間：スカチャンは17:55 -（試合終了まで生放送）、J SPORTS 3は23:50 -（録画放送）

第2戦（11月3日）
- 中部日本放送（CBC）≪中京広域圏ローカル≫
  - 実況：高田寛之、解説：高木守道、小松辰雄
  - 放送時間：19:00 - 20:54
- NHK BS1 102ch
  - 実況：森中直樹、解説：今中慎二、リポーター：大蔵哲士（中日サイド）、塚本貴之（ヤクルトサイド）
- スカチャン0・J SPORTS 3
  - 実況：石原敬士、解説：デニー友利
  - 放送時間：スカチャンは17:55 -（試合終了まで生放送）、J SPORTS 3は23:50 -（録画放送）

第3戦（11月4日）
- 中部日本放送（CBC）≪中京広域圏ローカル≫
  - 実況：水分貴雅、解説：山田久志、彦野利勝
  - 放送時間：19:00 - 21:48
- NHK BS1
  - 実況：竹林宏、解説：小早川毅彦、リポーター：大蔵哲士（中日サイド）、渡辺憲司（ヤクルトサイド）
  - スカチャン1・J SPORTS 3
  - 実況：加藤暁、解説：橋本清、ゲスト解説：山崎武司
  - 放送時間：スカチャンは17:55 -（試合終了まで生放送）、J SPORTS 3は23:50 -（録画放送）

第4戦（11月5日）
- テレビ愛知（TVA）≪中京広域圏ローカル≫
  - 実況：高木大介、解説：立浪和義、リポーター：中本克樹（両サイド兼務）
  - 放送時間：18:30 - 20:54

※当初「中日対巨人」である場合はテレビ東京系全国放送にしたうえで、20:54以後は最大21:54までch077のマルチチャンネル編成での放送が予定されていたが、「中日対ヤクルト」になったため愛知ローカルに降格。マルチ放送による延長も実施しなかった。
- NHK BS1
  - 実況：工藤三郎、解説：今中慎二、リポーター：大蔵哲士（中日サイド）、竹林宏（ヤクルトサイド）
  - 放送時間：18:00 - 21:30（試合終了まで放送）
- スカチャン0・J SPORTS 3
  - 実況：島村俊治、解説：デニー友利
  - 放送時間：スカチャンは17:55 -（試合終了まで生放送）、J SPORTS 3は23:50 -（録画放送）

第5戦（11月6日）
- 中部日本放送（CBC）≪TBS系列 共同制作：CBC≫
  - 実況：角上清司、解説：牛島和彦、立浪和義、槙原寛己、ゲスト：山本裕典[2]、リポーター：宮部和裕（中日サイド）、林正浩（TBS、ヤクルトサイド）
  - 放送時間：19:00 - 21:00（試合終了まで放送。ニュースによる中断あり。）
- BS-TBS・TBSニュースバード
  - 実況・解説は地上波と同じ
  - 放送時間：18:00 - 19:00（トップ中継）

第6戦が開催された場合、以下の放送局でテレビ中継が予定されていた。
- 東海テレビ（THK）（フジテレビ系列）
  - 実況：未定（THKまたはCX）、解説：達川光男、立浪和義
- フジテレビONE
  - 実況：斉藤誠征（THK）、解説：鈴木孝政

### ラジオ放送

#### ファーストステージ放送日程
クライマックスシリーズのラジオ中継権は公式戦と同様になるため、ヤクルト主催となるファーストステージはニッポン放送のみが制作を行う。そのため、在阪局の朝日放送（ABCラジオ）向けの裏送り中継も担当した。
第1戦（10月29日）
- ニッポン放送（LF）≪SF・MBSとの3局ネット≫
  - 実況：松本秀夫、解説：田尾安志、リポーター：宮田統樹（ヤクルトサイド）、師岡正雄（巨人サイド）
  - 放送時間：LFは18:00 - 、SFは17:45 - 、MBSは17:59 - （いずれも試合終了まで）
- ABCラジオ≪LF制作の裏送り≫
  - 実況：胡口和雄（LF）、解説：デニー友利、リポーター：山内宏明（LF、両サイド兼務）
  - 放送時間：17:55 - （試合終了まで）

第2戦（10月30日）
- ニッポン放送（LF）≪SF・MBSとの3局ネット≫
  - 実況：山田透、解説：江本孟紀、リポーター：宮田統樹（ヤクルトサイド）、師岡正雄（巨人サイド）
  - 放送時間：LFは17:50 - 、SFは17:45 - 、MBSは17:59 - （いずれも試合終了まで）
- ABCラジオ≪LF制作の裏送り≫
  - 実況：山内宏明（LF）、解説：野村弘樹、リポーター：洗川雄司（LF、両サイド兼務）
  - 放送時間：17:55 - （試合終了まで）

第3戦（10月31日）
- ニッポン放送（LF）≪SF・MBSとの3局ネット≫
  - 実況：師岡正雄、解説：関根潤三、リポーター：煙山光紀（ヤクルトサイド）、胡口和雄（巨人サイド）
  - 放送時間：LFは17:40 - 、SFは17:45 - 、MBSは17:54 - （いずれも試合終了まで）
- ABCラジオ≪LF制作の裏送り≫
  - 実況：宮田統樹（LF）、解説：堀幸一、リポーター：洗川雄司（LF、両サイド兼務）
  - 放送時間：17:55 - （試合終了まで）

#### ファイナルステージ放送日程
在阪局の毎日放送（MBSラジオ）と朝日放送（ABCラジオ）は在名局からのネット受けで中継を行ったが、シーズン中の中継体制に準じて、水･木曜開催の第1･2戦は中部日本放送と朝日放送、東海ラジオと毎日放送がネットを組み、金〜月曜開催となる第3戦以降は中部日本放送と毎日放送、東海ラジオと朝日放送がネットを組んで中継した。
第1戦（11月2日）
- CBCラジオ≪ABCとの2局ネット≫
  - 実況：宮部和裕、解説：木俣達彦、リポーター：角上清司（両サイド兼務）
  - 放送時間：CBCは17:57 - 、ABCは17:55 - （試合終了まで）
- 東海ラジオ（SF）≪MBSとの2局ネット≫
  - 実況：森貴俊、解説：谷澤健一、リポーター：吉川秀樹（中日サイド）、煙山光紀（LF、ヤクルトサイド）
  - 放送時間：SFは17:45 - 、MBSは17:54 - （試合終了まで）
- TBSラジオ≪関東広域圏ローカル≫
  - 実況：林正浩、解説：牛島和彦、リポーター：戸崎貴広（両サイド兼務）
  - 放送時間：18:00 - （試合終了まで）
- ニッポン放送（LF）≪関東広域圏ローカル≫
  - 実況：胡口和雄、解説：大矢明彦、リポーター：吉川秀樹（SF、中日サイド）、煙山光紀（ヤクルトサイド）
  - 放送時間：17:40 - （試合終了まで）
- NHKラジオ第1（愛知・岐阜・三重のみ）
  - 実況：塚本貴之（BK）、解説：今中慎二、リポーター：大蔵哲士（CK、中日サイド）、渡辺憲司（AK、ヤクルトサイド）
  - 放送時間：18:05 - （試合終了まで。ただし18:50 - 19:30の間はニュース・気象情報などのため中断）

第2戦（11月3日）
- CBCラジオ≪ABCとの2局ネット≫
  - 実況：角上清司、解説：山田久志、リポーター：水分貴雅（両サイド兼務)
  - 放送時間：CBCは17:57 - 、ABCは17:55 - （試合終了まで）
- 東海ラジオ（SF）≪MBSとの2局ネット≫
  - 実況：大澤広樹、解説：宇野勝、リポーター：北山靖（中日サイド）、師岡正雄（LF、ヤクルトサイド）
  - 放送時間：SFは17:45 - 、MBSは17:54 - （試合終了まで）
- TBSラジオ≪関東広域圏ローカル≫
  - 実況：戸崎貴広、解説：佐々木主浩、リポーター：初田啓介（両サイド兼務)
  - 放送時間：18:00 - （試合終了まで）
- ニッポン放送（LF）≪関東広域圏ローカル≫
  - 実況：煙山光紀、解説：若松勉、リポーター：北山靖（SF、中日サイド）、師岡正雄（ヤクルトサイド）
  - 放送時間：17:40 - （試合終了まで）
- NHKラジオ第1（愛知・岐阜・三重のみ）
  - 実況：渡辺憲司（AK）、解説：河村保彦、リポーター：大蔵哲士（CK、中日サイド）、塚本貴之（BK、ヤクルトサイド）
  - 放送時間：18:05 - （試合終了まで。ただし18:50 - 19:20の間はニュース・気象情報などのため中断）

第3戦（11月4日）
- CBCラジオ≪MBSとの2局ネット≫
  - 実況：久野誠、解説：高木守道、リポーター：角上清司（両サイド兼務）
  - 放送時間：CBCは17:57 - 、MBSは17:54 - （試合終了まで）
- 東海ラジオ（SF）≪ABCとの2局ネット≫
  - 実況：村上和宏、解説：鈴木孝政、リポーター：大澤広樹（中日サイド）、山内宏明（LF、ヤクルトサイド）
  - 放送時間：SFは17:45 - 、ABCは17:55 - （試合終了まで）
- TBSラジオ≪関東広域圏ローカル≫
  - 実況：初田啓介、解説：緒方耕一、リポーター：戸崎貴広（両サイド兼務）
  - 放送時間：18:00 - （試合終了まで）
- ニッポン放送（LF）≪関東広域圏ローカル≫
  - 実況：師岡正雄、解説：板東英二、リポーター：大澤広樹（SF、中日サイド）、山内宏明（ヤクルトサイド）
  - 放送時間：17:40 - （試合終了まで）
- NHKラジオ第1（※九州・沖縄地区を除く）
  - 実況：塚本貴之（BK）、解説：村田兆治、リポーター：大蔵哲士（CK、中日サイド）、渡辺憲司（AK、ヤクルトサイド）
  - 放送時間：18:05 - （試合終了まで。ただし18:50 - 19:30の間はニュース・気象情報などのため中断。宮城県のみ18:50 - 19:45の間中断）
    - 九州・沖縄地区はパ・リーグクライマックスシリーズ「福岡ソフトバンク×埼玉西武」第2戦を中継。
    - NHKワールド・ラジオ日本は18時台のみ国際放送独自編成（日本語ニュース・海外安全情報と上方演芸会の時差放送）差し替えのため19:30からの放送。

第4戦（11月5日）
- CBCラジオ≪MBSとの2局ネット≫
  - 実況：伊藤敦基、解説：牛島和彦、リポーター：高田寛之（両サイド兼務）
  - 放送時間：CBCは17:57 - 、MBSは17:59 - （試合終了まで）
- 東海ラジオ（SF）≪ABCとの2局ネット≫
  - 実況：北山靖、解説：鹿島忠、リポーター：吉川秀樹（中日サイド）、師岡正雄（LF、ヤクルトサイド)
  - 放送時間：SFは17:45 - 、ABCは17:55 - （試合終了まで）
- TBSラジオ≪関東広域圏ローカル≫
  - 実況：椎野茂、解説：元木大介、リポーター：戸崎貴広（両サイド兼務）
  - 放送時間：18:00 - （試合終了まで）
- ニッポン放送（LF）≪関東広域圏ローカル≫
  - 実況：山内宏明、解説：田尾安志、リポーター：吉川秀樹（SF、中日サイド）、師岡正雄（ヤクルトサイド)
  - 放送時間：17:50 - （試合終了まで）
- NHKラジオ第1
  - 実況：広坂安伸（CK）、解説：山本和行、リポーター：大蔵哲士（CK、中日サイド）、竹林宏（G-Media、ヤクルトサイド）
  - 放送時間：18:05 - （試合終了まで。ただし18:50 - 19:20の間はニュース・気象情報などのため中断）
    - NHKワールド・ラジオ日本は18時台（18:05 - 19:00）のみ国際放送独自編成（FM放送・地上デジタルラジオ実用化試験放送番組）差し替えのため19:20からの放送。

第5戦（11月6日）
- CBCラジオ≪MBSとの2局ネット≫
  - 実況：高田寛之、解説：彦野利勝、リポーター：水分貴雅（両サイド兼務）
  - 放送時間：CBCは17:57 - 、MBSは17:59 - （試合終了まで）
- 東海ラジオ（SF）≪ABCとの2局ネット≫
  - 実況：森貴俊、解説：鹿島忠、リポーター：吉川秀樹（中日サイド）、師岡正雄（LF、ヤクルトサイド）
  - 放送時間：SFは17:45 - 、ABCは17:55 - （試合終了まで）
- TBSラジオ≪関東広域圏ローカル≫
  - 実況：戸崎貴広、解説：緒方耕一、リポーター：新タ悦男（中日サイド）、椎野茂（ヤクルトサイド）
  - 放送時間：18:00 - （試合終了まで）
- ニッポン放送（LF）≪関東広域圏ローカル≫
  - 実況：松本秀夫、解説：江本孟紀、リポーター：吉川秀樹（SF、中日サイド）、師岡正雄（ヤクルトサイド）
  - 放送時間：17:50 - （試合終了まで）
- NHKラジオ第1
  - 実況：石川洋（G-Media）、解説：山本和行、リポーター：大蔵哲士（CK、中日サイド）、竹林宏（G-Media、ヤクルトサイド）
  - 放送時間：18:05 - （試合終了まで。ただし18:50 - 19:20の間はニュース・気象情報などのため中断）
    - NHKワールド・ラジオ日本は18時台（18:05 - 19:00）のみ国際放送独自編成（FM放送・地上デジタルラジオ実用化試験放送番組）差し替えのため19:20からの放送。

第6戦が開催された場合、以下の放送局でラジオ中継が予定されていた。
- CBCラジオ≪MBSとの2局ネット≫
  - 実況：水分貴雅、解説：木俣達彦
- 東海ラジオ（SF）≪ABCとの2局ネット≫
  - 実況：大澤広樹、解説：宇野勝
- TBSラジオ≪関東広域圏ローカル≫
  - 実況：新タ悦男、解説：牛島和彦
- ニッポン放送（LF）≪関東広域圏ローカル≫
  - 実況：煙山光紀、解説：デニー友利
- NHKラジオ第1
  - 実況：広坂安伸（CK）、解説：小早川毅彦